# Gruppesprog
Gruppesprog er en variation i sproget, benyttet internt i en gruppe, f.eks. en indforstået Joke. 
Gruppesprog kan være betonet af forskellige faktorer, og flere typer gruppesprog kan optræde simultant.

## Typer af gruppesprog
Eksempler på gruppesprog og dets betoning kan være:
- Dialekt - Geografisk betingede variationer. (NB! Bør ikke forveksles med Accent (udtale))

- Etnolekt- Gruppesprog betonet af fælles etnisk baggrund. Opstår i en sammensmedning af udtryk/ord fra modersmål og nationalsprog, og er oftest præget af en særlig accent.

- Kronolekt - Betonet af bestemte livsfaser, herunder børnesprog og ungdomssprog.

- Sociolekt - Betonet af de sociale tilhørsforhold/den socialklasse man tilhører eller identificerer sig med. Sociolekt kan den falde sammen med dialekt.

- Slang - Nye, opfindsomme ord og udtryk der fungerer som erstatningsord i normalsproget.

- Jargon - Særlig tone og indforståede udtryk i specifik social kreds. Ofte vil jargonen optræde inden for et specifikt jobområde, eller udgøre et særligt "klubsprog" i en lukket kreds.

- Fagsprog - Særligt indforstået sprog præget af fagudtryk.

| Sprog | Spire Denne artikel om sprog er en spire som bør udbygges. Du er velkommen til at hjælpe Wikipedia ved at udvide den. |